# Savoy Ballroom

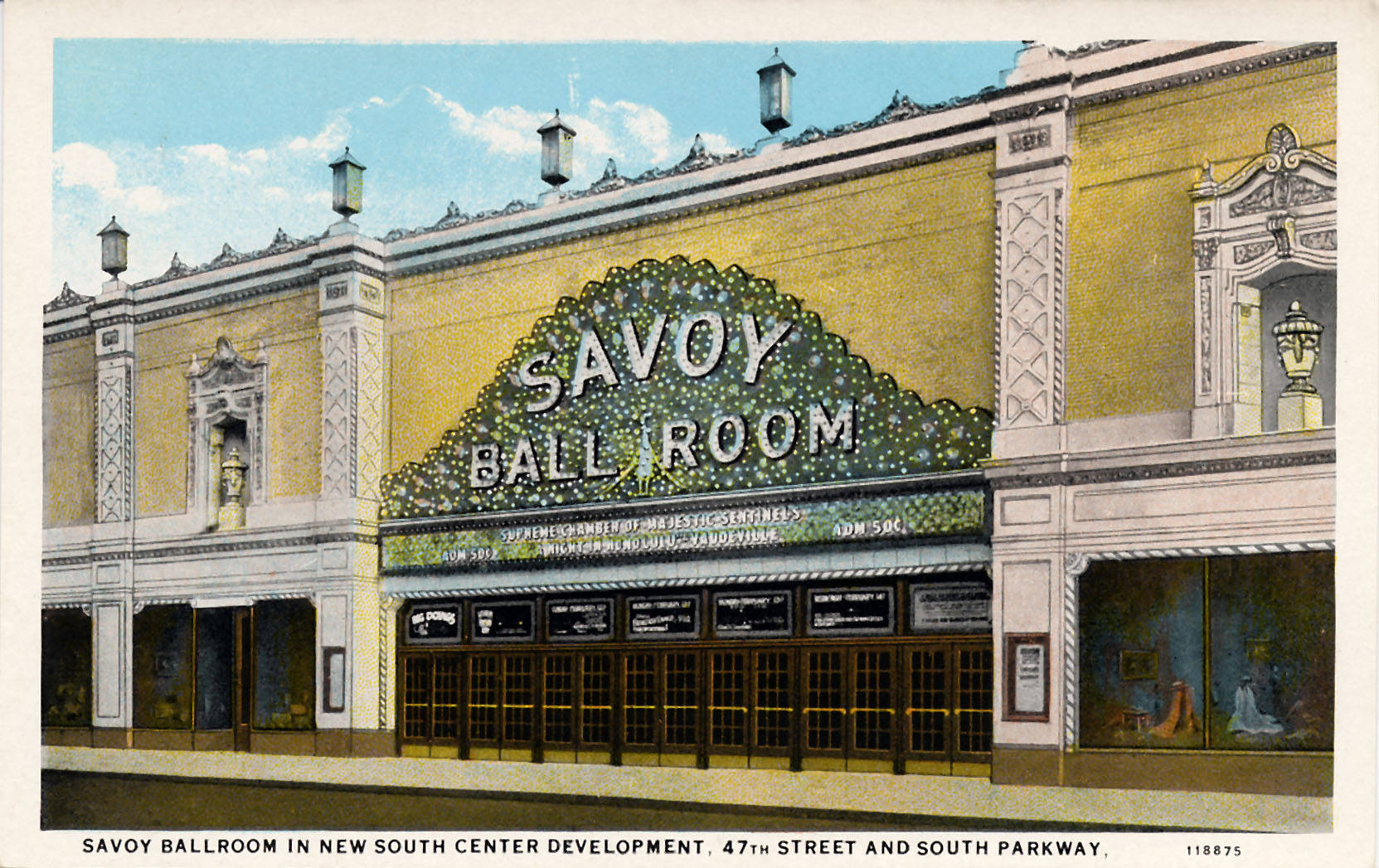
El Savoy Ballroom en 1928.

El Savoy Ballroom (traducido en español: 'Salón Saboya') fue un salón de baile que abrió sus puertas el 12 de marzo de 1926. Se encontraba ubicado en la avenida Lenox entre las calles 140 y 141 en el barrio de Harlem de la ciudad de Nueva York. Se dice que en el Savoy nació el estilo de baile Lindy hop, una mezcla del charlestón, jazz y otros estilos usado para bailar la música swing.
El Savoy Ballroom fue uno de los salones de baile más populares entre 1930 y 1950. Su dueño era Moe Gale, de origen judío, y su encargado era Charles Buchanan, un afroamericano. Fue uno de los salones de baile más populares entre 1930 y 1950 ya que, a diferencia de otros, como el Cotton Club, permitía entrar a personas que no fueran de raza blanca. El Savoy poseía una enorme pista de baile y una doble tribuna para las orquestas, las cuales se alternaban entre un escenario y otro para que continuamente hubiera música. Sus bailes nocturnos atraían a grandes bailarines y excelentes orquestas de swing. Fue cerrado en 1958.

## Las bandas
La orquesta de Chick Webb, acompañada por una joven cantante muy linda llamada Ella Fitzgerald, era la banda estable del Savoy. Su trabajo consistía en mantener el título frente a otras bandas que venían a desafiarlos en la "Batalla de orquestas", donde cada banda tenía que exigirse y dar lo mejor de sí misma para superar a la otra. Las orquestas de Benny Goodman y Count Basie son solo dos ejemplos de bandas que han mordido el polvo contra la de Webb.
Más tarde, y durante casi 16 años, la banda residente del club fue la de Cootie Williams. Varias estrellas del bebop como Dizzy Gillespie, Charlie Parker, Art Blakey y Thelonious Monk también tocaron en el Savoy.

## Los bailarines
Los bailarines hacían todo lo que podían para seguir sus intrincados solos y unos tempos frenéticos durante las batallas de orquestas. La noche del domingo competían unos contra otros en concursos de baile que se extendían hasta el amanecer. Comúnmente conocidos como los Savoy lindy hopers, muchos, como Frankie Manning entre otros bailarines, se volvieron profesionales actuando en varias obras y películas de Hollywood.